# Pierre Gueydan
Pierre Gueydan, né le 29 septembre 1750 à Les Costes (Hautes-Alpes), mort le 8 février 1808 à Toulouse (Haute-Garonne), est un général français de la Révolution et de l’Empire.

## Biographie
Il entre en service le 24 février 1767, comme fusilier au régiment de Beaujolais-infanterie, il devient caporal le 3 octobre 1770, et sergent le 1er mars 1775. Il combat les Anglais lors des campagnes de 1779 et 1780, à bord de la frégate « la Vénus », puis il quitte le régiment le 5 mars 1783, pour entrer comme canonnier dans le régiment d’artillerie de Grenoble.
Le 16 février 1785, il passe dans le régiment d’artillerie des colonies, il est nommé fourrier le 1er mars 1786. Il sert en 1792 et 1793, dans l’armée de la Vendée, et il obtient le grade de lieutenant le 1er juin 1792, et de capitaine le 1er juin 1793. Il participe aux campagnes de 1793 à 1800, à l’armée du Nord, de Sambre-et-Meuse et du Rhin.
Le 18 janvier 1794, il est nommé chef de bataillon au 3e régiment d’artillerie à pied, et le 19 mars 1794, il est promu général de brigade à l’armée du nord, mais il refuse sa promotion. En 1797, il rejoint l’armée de Sambre-et-Meuse à la tête d’un bataillon du 3e d’artillerie, puis il prend les fonctions de directeur adjoint de l’artillerie à la forteresse de Mayence, avant d’en devenir le commandant en 1799 et 1800.
Le 15 août 1801, il est affecté au corps d’observation de la Gironde, et il est fait chevalier de la Légion d’honneur le 14 juin 1804, alors qu’il est employé dans la place de Brest. Il est admis à la retraite le 6 février 1805.
Il meurt à Toulouse le 8 février 1808.